# Itaporanga d'Ajuda
Itaporanga d'Ajuda este un oraș în Sergipe (SE), Brazilia.